# Тойрер, Дэйв

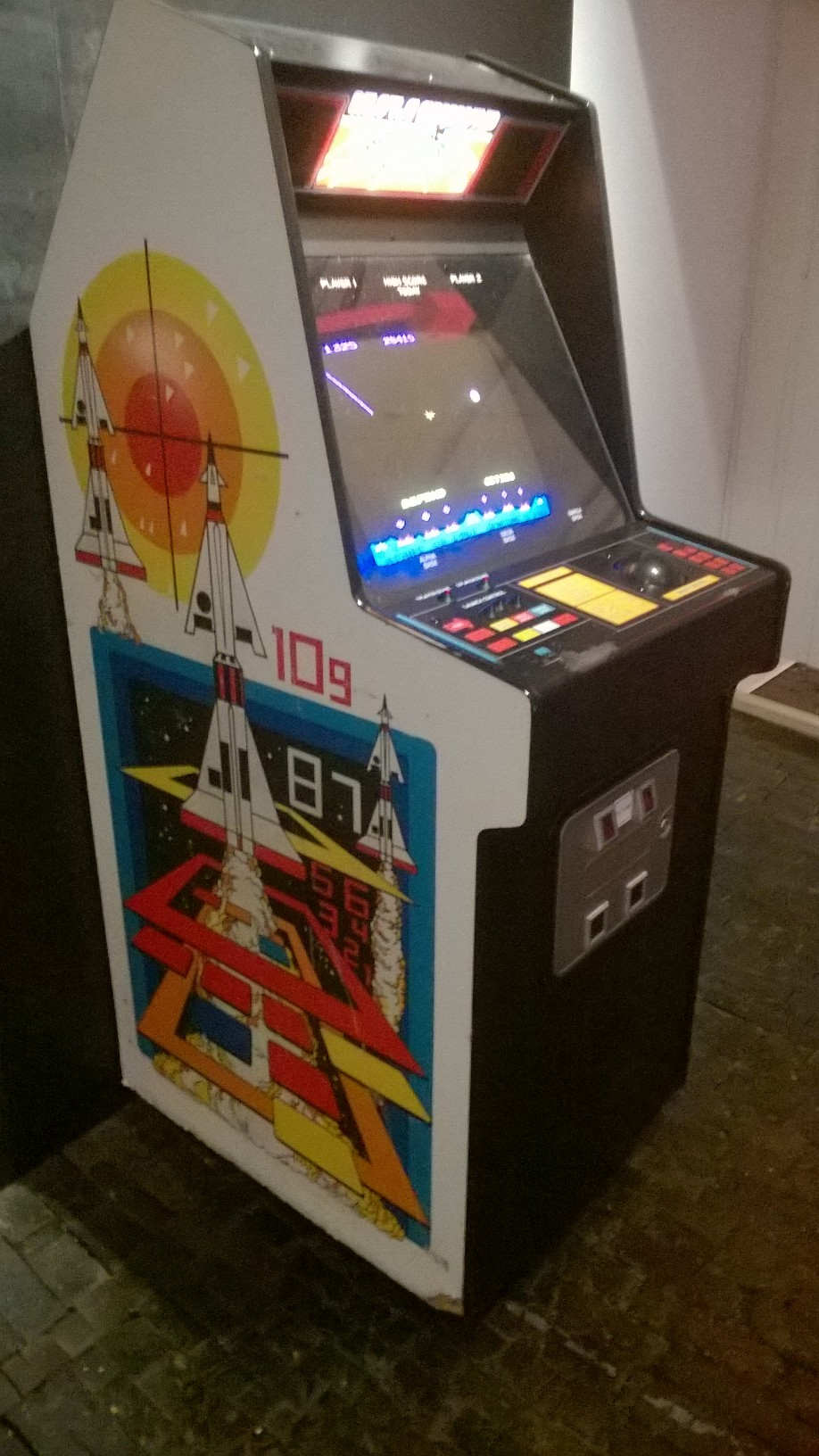
Обложка видеоигры Missile Command

Дэвид «Дэйв» Тойрер (англ. Dave Theurer) — американский геймдизайнер, разработчик известных аркадных игр.
Считается отцом 3D-полигональной графики в видеоиграх.

## Биография
Родился в Фергус-Фолс, штат Миннесота, США. Получил степень бакалавра в области физики и химии в Уитон колледже в Чикаго. В течение 6 месяцев работал в центре обработки данных университета, что позволило ему приобрести свой первый опыт знаний в технологии программирования.
Получил работу в компании Bunker Ramo Corporation в качестве младшего программиста. В 1976 году Дэвид переехал в Калифорнию, где был принят в компанию National Semiconductor. Один из его товарищей по новой работе поделился с ним своим пристрастием к игровым технологиям и увлёк Дэвида огромными возможностями в этой области. Через шесть месяцев после поступления в National Semiconductor приятель был нанят в качестве менеджера программистов в компанию Atari Games, и нанял Давида без интервью, сразу же предложив ему проектировать видеоигры.
С этого момента началась стремительная карьера Тойрера. С 1979 по 1987 год он создал для Atari Games свои лучшие известные в мире видеоигры.
Однако, в дальнейшем, разногласия между ним и компанией привели к уходу Дэвида в 1987 из Atari, хотя Тойрер успел создать ещё одну видеоигру A.P.B..
После нескольких лет затишья, Тойрер подписал контракт с Macromedia, где помог создать одно из наиболее популярных программных обеспечений — DeBabelizer, автоматический редактор изображений, оптимизатор и конвертер графических файлов для Windows и Mac. После его ухода из Atari, никогда больше не занимался индустрией видеоигр.

## Разработки
- 1979 — Solar War (Video Game) (геймдизайнер)

- 1980 — Atari Soccer (Video Game) (геймдизайнер)

- 1980 — Missile Command (Video Game) (геймдизайнер), как и ожидалось, игра стала одним из крупнейших коммерческих успехов Atari, и даже и сегодня продолжает рассматриваться как вневременная классика. Настолько, что в течение последних четырех лет были выпущенные обновленные версии для Xbox 360, PC и платформ с прошивкой этой игра. Игра считается одним из самых заметных представителей золотого века аркадных видеоигр. В 2011 кинокомпания 20th Century Fox заключила с Atari соглашение об экранизации игры[3]. До этого игра уже дважды попадала на киноэкраны: в фильмах «Весёлые времена в школе Риджмонт» и «Терминатор 2»[4].

- 1981 — Tempest (Video Game) (геймдизайнер). Игра имела большую популярность и впоследствии была портирована на многие домашние системы, а также получила ряд продолжений. Она также известна, как первая игра с изменяемым уровнем сложности, который зависел от выбранного игроком начального уровня).

- 1983 — I, Robot (Video Game) (геймдизайнер), известна тем, что она является первой коммерческой игрой с трёхмерной полигональной графикой, в которой полигоны залиты цветом и применяется плоская модель теней, а также первой игрой, в которой присутствует возможность управления камерой.

- 1987 — A.P.B. (Video Game) (геймдизайнер)

- 1990 — Pit-Fighter (Video Game) (support programmer)

Во время проведения Game Developers Conference в 2012 году Д. Тойрер получил ежегодную премию GDC Choice Awards за создание I, Robot.